# مسعود الكواكبي
مسعود الكواكبي (1281هـ-1348) عالم، فاضل، وأديب، عضو مجلس المبعوثين، عضو محكمة التمييز بدمشق، نقيب أشراف حلب، مدير أوقاف حلب، عضو المجمع العلمي العربي.

## اسمه ومولده
هو العالم الأديب اللغوي محمد مسعود (أبو السعود) إبن أحمد بهائي بن محمد مسعود الكواكبي، يتصل نبسه إلى الإمام علي بن أبي طالب رضي الله عنه. ولد في (30) شعبان في مدينة حلب سنة (1281هـ-1865م).وهو أخو عبد الرحمن الكواكبي.

## نشأته
تلقى الشيخ مسعود الكواكبي العلوم على والده وعلى شيوخ عصره وأخذ عنهم العربية والمنطق والفقه الحنفي، ودخل مدرسة الرشدية بحلب وتعلم فيها اللغة التركية والفرنسية
ثم أتقن اللغتين على أساتذة مخصوصين ومن ثم تعلم فن الخط
وبرع فيه فأتقن الخط الفارسي والرومي والعبراني و الأرمني. وتعلم الهندسة، والجغرافية والرياضيات.

## أعماله
عمل الشيخ مسعود الكواكبي محرراً للمقاولات وكانت باكورة أعماله سنة (1297هـ) ثم عيّن في ترجمة محكمة التجارة سنة(1301هـ) ثم رئيساً للكتّاب بها وفي سنة ( 1305هـ) خطيباً في جامع (أوغليك) وفي سنة (1319هـ) عيّن عضواً في هيئة تدقيق المؤلفات في نظارة المعارف وفي عام (1326هـ) انتخب نائباً عن حلب في مجلس النواب العثماني وكان من أعضاء الحزب الحر المعتدل، ومن ثم عضواً في حزب الحرية والائتلاف بعد إلغاء الأول وفي عام (1327هـ) عيّن نقيباً لأشراف حلب، وبعدها مديراً لأوقاف حلب لفترة قليلة وفي سنة (1342هـ-1923م)انتخب عضواً في [[مجمع اللغة العربية بدمشق|المجمع العلمي العربي بدمشق].

## مؤلفاته
من مؤلفاته:
1. تفسير القرآن الكريم، (كتبه على هامش مصحفه بخطه).
2. المولد المسعودي، (وهو نظم المولد الشريف) طبع في بيروت.
3. وله شعر.[6]

## شيوخه
من شيوخه:
1. والده الشيخ أحمد بهائي الكواكبي.
2. الشيخ محمد الكحيل.
3. الشيخ عبد القادر الحمصي.
4. الشيخ محمد العريف. (تعلم منه فن الخط).

## وصفه
جاء في وصف الشيخ مسعود الكواكبي: «زكي القلب وذكي الفهم، دمث الأخلاق، يؤنس الناس، فصيحاً يتروى بكلامه، يحب النفع العام، لا يدع فرصة يؤمل منها خدمة البلاد إلا انتهزها، صادق الحديث، تقياً، صالحاً، يتحلى بالجرأة الأدبية».

## وفاته
توفي الشيخ مسعود الكواكبي في مدينة دمشق ليلة الجمعة (15) ربيع الثاني سنة (1348هـ) بسبب نزيف دماغي ودفن في مقبرة نبي الله ذي الكفل عليه السلام بجبل قاسيون حيث إنه أوصى أن يدفن فيها رحمه الله.

## وصلات خارجية
- العالم الأديب النبيل الشيخ مسعود الكواكبي للأستاذ علي الطنطاوي

### بيانات المراجع الكاملة
- عبد القادر عياش (1985)، معجم المؤلفين السوريين في القرن العشرين (ط. 1)، دمشق: دار الفكر، ص. 447، OCLC:949513457، QID:Q113579523
- يوسف المرعشلي (2006). نثر الجواهر والدرر في علماء القرن الرابع عشر (ط. 1). بيروت: دار المعرفة للطباعة والنشر. ج. 2. ص. 1482-1483. ISBN:9953-446-01-6. OCLC:236041363. QID:Q115005602.
- سليمان سليم البواب (1999)، موسوعة أعلام سورية في القرن العشرين (ط. 1)، بيروت: المنارة، ج. 4، ص. 120-122، OCLC:44568122، QID:Q123117017
- كامل سلمان الجبوري (2003). معجم الشعراء من العصر الجاهلي حتى سنة 2002م (ط. 1). بيروت: دار الكتب العلمية. ج. 5. ص. 376-377. ISBN:978-2-7451-3693-0. OCLC:52785148. OL:20339663M. QID:Q116975226.
- عمر رضا كحالة (1961)، معجم المؤلفين: تراجم مصنفي الكتب العربية (ط. 1)، دمشق: المكتبة العربية، مكتبة المثنى، دار إحياء التراث العربي، ج. 13، ص. 16، OCLC:4771170447، QID:Q113535201
- مروان البواب (2019)، أعلام مجمع اللغة العربية بدمشق في مئة عام (1919- 2019م)، مراجعة: مكي الحسني الجزائري، مازن المبارك (ط. 1)، دمشق: مجمع اللغة العربية بدمشق، ص. 100-102، OCLC:1240433816، QID:Q115388886